# Метисазон
Метисазон (Methisazone, USAN) або метизазон (metisazone, INN) іноді N-метил-ізатин-тіосемікарбазон — противірусний препарат, який діє, пригнічуючи синтез мРНК та білка, особливо у вірусів віспяної групи (поксвірусів). Раніше його застосовували для лікування натуральної віспи.
Метисазон описується як препарат, що використовувався для профілактики натуральної віспи, щонайменше із 1965 р.
Конденсація N-метилатизатину з тіосемікарбазидом призводить до утворення метисазону.

## Протипоказання
Гіперчутливість, захворювання нирок, печінки, гастрит, коліт.

## Побічні ефекти
Нудота, запаморочення.

## Взаємодія з іншими препаратами
Під час прийому препарату виключають інші препарати, що містять спирт.

## Дослідження
In vitro дослідження метисазону проводилися в Україні в Інституті молекулярної біології і генетики НАН України та Інституті мікробіології і вірусології ім. Д. К. Заболотного НАН України.
У in silico моделюванні методом молекулярного докінгу, в якому були вибрані 61 структура відомих антивірусних засобів, метисазон показав один з найкращих результатів як потенційний засіб у лікуванні COVID-19.